# Jaroslav Horák (šlechtitel)
Jaroslav Horák (1922–1994) byl jeden z význačných šlechtitelů a průkopníků československého vinohradnictví a vinařství po druhé světové válce. Odchovanec doc. Dr. Ing. Josefa Bláhy. Po krátkém působení (v letech 1955–1959) na Šlechtitelské stanici Perná působil na Šlechtitelské stanici Velké Pavlovice jako vedoucí, a to od roku 1959 až do svého odchodu do důchodu (1982). Je autorem vynikající modré odrůdy moštové révy vinné André a několika klonů.